# جشن فروردینگان
فَروَردینگان یا فْرودُگ (Frudog) یکی از جشن‌های ماهانهٔ زرتشتی است. روز برگزاری این جشن نوزدهم فروردین‌ماه است. فروردینگان جشنی است برای یادبود درگذشتگان و از آنجا که در دین زرتشت، آیین‌های سوگواری به اشکالی که می‌شناسیم، وجود ندارد. این مراسم به صورت جشن برگزار می‌شود و مردم روان درگذشتگان را هم در شادی خود شرکت می‌دهند.

## جشن‌ها در ایران باستان
در ایران باستان، به مناسبت‌های گوناگون جشنی برگزار می‌شد و از آنجا که «جشن» نوعی عبادت به‌شمار می‌آمد، برگزاری آن رنگ و لعاب دینی به خود گرفته بود. در باورهای ایرانی، برخی از این جشن‌ها، جشن‌های واجب بود؛ مانند گاهنبارها که جشن‌های سالگرد آفرینش‌های شش‌گانه (آسمان، آب، زمین، گیاه، چارپای مفید و انسان) هستند و برخی جشن‌های مستحب، مانند جشن‌های برابری نام روز و ماه که جشن‌های ماهانه خوانده می‌شود.
در گاه‌شماری زرتشتی هر روز ماه با نام یکی از امشاسپندان و ایزدان نامیده شده است. در هر ماه، در روزی که با نام آن ماه همنام شود، جشنی برگزار می‌شود. برخی از این جشن‌ها از عمومیت و اهمیت زیادی برخوردارند و تا امروز اعتبار و اهمیت خود را حفظ کرده‌اند، مانند جشن فروردینگان (۱۹ فروردین)، جشن تیرگان (۱۳ تیر)، جشن مهرگان (۱۶ مهر) و جشن اسفندگان (اسفند ۵).

## فروردینگان یا جشن ماهانهٔ ماه فروردین
روز نوزدهم هر ماه «فروردین» نام دارد و نوزدهم فروردین جشنی برگزار می‌شد، به نام «فروردینگان» که به آن «فرودگ» نیز می‌گویند. فروردین به معنای فروهرها و ماه فروردین ماه فروهرها و این جشن در بزرگداشت فروهرهاست.

## فروهر
فَرَوَهر (Faravahr) (در پهلوی فْرَوَهْر (Frawahr)، در اوستایی فْرَوَشی (Fravashi) و در فارسی باستان فرَورتی (Fravrti))، یکی از نیروهای باطنی است که به عقیدهٔ مزدیسنان پیش از پدید آمدن موجودات، وجود داشته و پس از مرگ و نابودی آنها، به عالم بالا رفته و پایدار می‌ماند. این نیروی معنوی را که می‌توان جوهر حیات نامید، فناپذیر و زوالی نیست.

## جشن ده روزهٔ فروردگان یا جشن همسپثمیدیه
ابوریحان بیرونی در آثار الباقیه از هر دو جشن ماهانهٔ فروردینگان و از جشن ده روزهٔ همسپثمیدیه (هَمَسپَثمَئِدَیَه) که از اشتاد روز (۲۶ اسفند) تا انیران روز (۳۰ اسفند) و پنج روز گاتا یا همان پنجه دزدیده (پنج روز اول فروردین) برگزار می‌شده با نام فروردگان یاد کرده‌است.
جشن فروردگان یا جشن همسپثمیدیه، مربوط به فروشی‌ها از آخرین گاهنبار شروع می‌شد. در دوران باستان، فروردگان جشن فروهرها بود و ظاهراً در آن هنگام ده روز و ده شب برگزار می‌شد. بعدها جشن همسپثمیدیه به یادبود آفرینش انسان تخصیص یافت. جشن‌های نوروزی و ماه فروردین با فروهرها پیوند خورده‌است، چون عقیده بر این است که در این ایام سال، فروهرها به زمین فرود می‌آیند و به خانه‌های سابق خویش می‌روند. پس مردم باید برای پیشواز آنان خانه را پاکیزه کنند، برای هدایت آنان آتش بیفروزند و در این روزها، بوی‌های خوش در آتش نهند و روان‌ها را ستایش کنند و اوستا بخوانند تا روان‌ها آسایش داشته باشند و با شادی و نشاط باشند و برکت ارزانی دارند. در این روزها، به هیچ کاری نباید دست زد، مگر انجام وظایف و کار نیک تا اینکه فروشی‌ها با رضایت خاطر به جای‌های خویش برگردند و خوبی بخواهند و در پایان جشن، روان‌ها را بدرود می‌گویند.

## مراسم جشن فروردینگان
در روز نوزدهم فروردین، روز جشن فروردینگان مراسم خاصی در بزرگداشت این موجودات مینوی و در بعدی گسترده‌تر، در بزرگداشت روان درگذشتگان برگزار می‌شد که هنوز در میان هموطنان زردشتی، به‌خصوص در یزد، با تشریفات خاصی برگزار می‌شود.
در این جشن که امروزه بیشتر به جشن فرودگ (احتمالاً از فروردگ، «فرورد» صورت فارسی فروشی) معروف است، زردشتیان سر مزار درگذشتگان خود (در تهران به قصر فیروزه، گورستان زردشتیان) می‌روند و برای خشنودی روان‌ها عود و کندر آتش می‌زنند و گل و گیاه و میوه و شمع و لرک بر سر مزار می‌گذارند. لرک مخلوطی است از هفت میوه خشک خام از قبیل پسته خام، بادام خام، فندق خام، برگه، انجیر خشک، خرما، توت. ترکیبات لرک به مناسبت‌های مختلف تغییر می‌کند. لرک مراسم درگذشته با لرک مراسم عروسی و سدره‌پوشی متفاوت است. در لرک شادی، پسته و بادام و فندق بو داده‌است، انجیر و خرما و توت ندارد و نقل هم حتماً به آن اضافه می‌شود. معمولاً برای مراسم عقد (گواگ گیران)، لرک را داخل تور بسته‌بندی و بعد از مراسم بین نزدیکان توزیع می‌کنند.
در جشن فرودگ، هفت موبد وارد می‌شوند و می‌نشینند. لرک‌ها را در چادرشب‌هایی می‌ریزند و جلو موبدان می‌گذارند. چند «موبدیار» هم حضور دارند. موبدان شروع به اوستاخوانی می‌کنند، بیشتر هم سرودهایی از فروردین یشت می‌خوانند و به این ترتیب، لرک را تبرک می‌کنند. سپس، موبدیاران چادرشب‌ها را به کمر می‌بندند و لرک را بین مردم تقسیم می‌کنند.
اگر کسی هم نذری دارد، در این روز نذرش را میان مردم پخش می‌کند. این مراسم در واقع گونه‌ای دعا یا در اصطلاح مسلمانان، فاتحه دسته جمعی برای شادی ارواح درگذشتگان است.
در یزد، این مراسم از ساعت چهار بعدازظهر نوزدهم فروردین به‌طور مفصل برگزار می‌شود، اما در تهران به دلیل مشغله‌های روزانه مردم، همه نمی‌توانند در یک ساعت مشخص یک جا جمع شوند. از این‌رو، مراسم چند سالی است که منسجم برگزار نمی‌شود و هر زردشتی هر ساعتی از روز مذکور که توانست، برای زیارت قبور به قصر فیروزه می‌رود.